# カール・アム・マイン
カール・アム・マイン（ドイツ語: Karl am Main、ただし公式な表記は Karl a.Main である）は、ドイツ連邦共和国バイエルン州アシャッフェンブルク郡に属す町村（以下、本項では便宜上「町」と記述する）である。フランクフルト・アム・マインから東に約 30 km に位置している。

## 地理

カール・アム・マインの土地利用図。ピンクが市街地、白が緑地・耕作地、緑が森林である

### 位置
カール・アム・マインは海抜 107 m に位置している。これは、カール川河口沿いであり、バイエルン州で最も高度の低い場所にあたる。ヘッセン州との州境に位置し、アシャッフェンブルクとハーナウとの間（マイン＝キンツィヒ鉄道）の交通の便がよい場所である。

### 自治体の構成
カール・アム・マインは2つの地区からなる。
- カール・アム・マイン
- シュロス・エンマーリヒスホーフェン

大地区はカール・アム・マインのみである。
廃村となったプリショスの一部がカール・アム・マインの町域にかかっていた。

### 隣接する自治体
カール・アム・マインは、北東はローデンバッハ（ヘッセン州マイン＝キンツィヒ郡）、東はアルツェナウ、南はカールシュタイン・アム・マイン（ともにバイエルン州アシャッフェンブルク郡）、南西はハインブルク（ヘッセン州オッフェンバッハ郡）、西はグロースクロッツェンブルク、北東はハーナウ（ともにヘッセン州マイン＝キンツィヒ郡）と境を接している。

## 地名

### 語源
この町の名前は、町内でマイン川に注ぐ同名のカール川に由来する。am Main は、近隣の集落カールおよびカール・イム・グルンデ（現在のグロースカールおよびクラインカール）と区別するためにつけられた。

### 歴史的表記
様々な史料や文献に記録されたこの集落の表記は以下の通りである:
| - 1282年 Calde - 1288年 Kalda - 1371年 Kalde - 1379年 Cal | - 1625年 Kahl - 1743年 Kaal - 1805年 Kahl - 1867年 Kahl am Main |

## 歴史

### 先史時代
現在のカール町内で最初の入植は、新石器時代であったことが考古学的に証明されている。

### 中世
この町に関する最も古い文献上の記録は1282年になされた。当時この町は Calde と表記されている。カールは、中世にはヘルシュタイン裁判区に属していた。この裁判区はさらにアルツェナウ自由裁判区の一部であった。この自由裁判区は帝国直轄であったが、帝国はこの地域を何度も質入れしたり、下賜したりした。このため領主はしばしば入れ替わり、その中にはハーナウ家（後のハーナウ伯）、ランデンブルク家、エップシュタイン家も含まれる。

### 近世・近代
ローマ＝ドイツ王マクシミリアン1世は、1500年に、この地を自由裁判権とともにマインツ大司教とハーナウ＝ミュンツェンベルク伯との共同統治地として授封した。こうして共同統治の時代には自由裁判所にマインツ大司教による教会の裁判権が残ることとなった。このためこの町では、ハーナウ＝ミュンツェンベルク伯領とは異なり、宗教改革が行われなかった。カールはローマ＝カトリックの信仰に留まった。1609年にカールはマインツ選帝侯領となった。
1803年の帝国代表者会議主要決議によって、カールはヘッセン＝ダルムシュタット方伯領となったが、この体制は 13年しか続かなかった。1816年にヘッセン大公国はこのアムトをバイエルン王国に割譲した。これ以後カールはバイエルン領となった。
カール・アム・マインは、1862年7月1日に新設されたベツィルクスアムト・アルツェナウに属した。このベツィルクスアムトは、1939年1月1日にアルツェナウ・イン・ウンターフランケン郡となった。1972年にこの郡は廃止され、カールは新しく形成されたアシャッフェンブルク郡に属すこととなった。

## 住民

### 人口推移
カールの人口増加率は、-0.1 % から 0.1 % の間で推移している。

## 行政

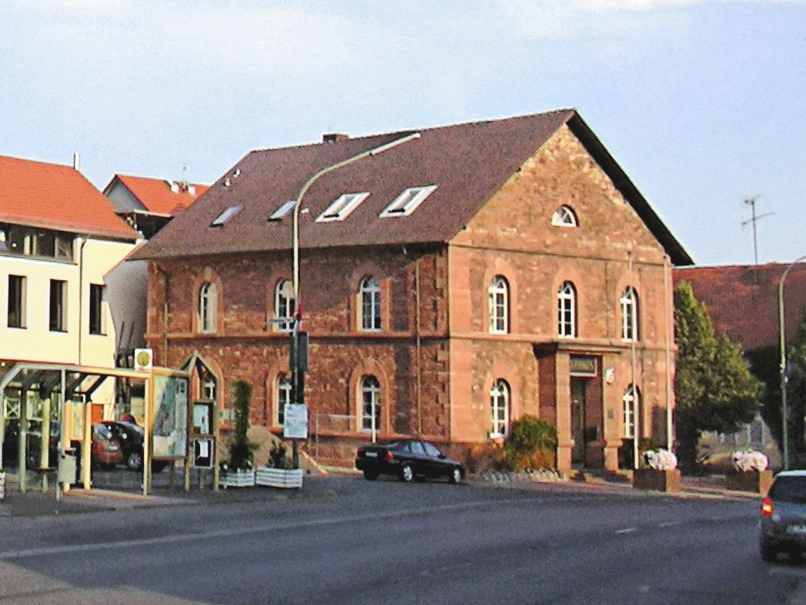
カール・アム・マインの町役場

### 町議会
カール・アム・マインの町議会は 20議席で構成され、これに町長が加わる。

### 首長
カールの首長は1999年以降ユルゲン・ザイツ (SPD) が務めている。

### 紋章
図柄: 銀の波帯で、向かって右上から左下に斜め二分割。上部は、青地に走る銀のウサギ。下部は赤地に半分の銀の輪
紋章の歴史: カールの町はマイン川の蛇行部に位置している。紋章の銀の波帯はこれを表している。川の名前は町名の一部でもある。銀 – 赤の配色と半分の輪は、マインツ選帝侯がこの町の領主であったことを示唆している。銀のウサギは、カール住民のニックネームである「ザントハーゼン」（砂のウサギ）あるいは「ザントバウエルン」（砂の農民）に由来する。これはこの町が砂地の土壌であったため、農業収入が他の村よりも常に低かったことを揶揄したものである。1816年からこの町はバイエルンに属しており、銀と青の配色がそれを表している。この紋章は1960年7月19日に認可された。

### 姉妹都市
- ザンクト・イングベルト＝ロールバッハ（ドイツ語版、英語版）（ドイツ、ザールラント州）1968年から1970年
- ヴィルフォンテーヌ（フランス語版、英語版）（フランス、イゼール県）1981年から[6]
- ブダカラース（ハンガリー語版、英語版）（ハンガリー、ペシュト県）1998年から[7]

友好都市:
- ロイトアッシュ（ドイツ語版、英語版）（オーストリア、チロル州）1957年から[8]

## 文化と見所

### 建造物

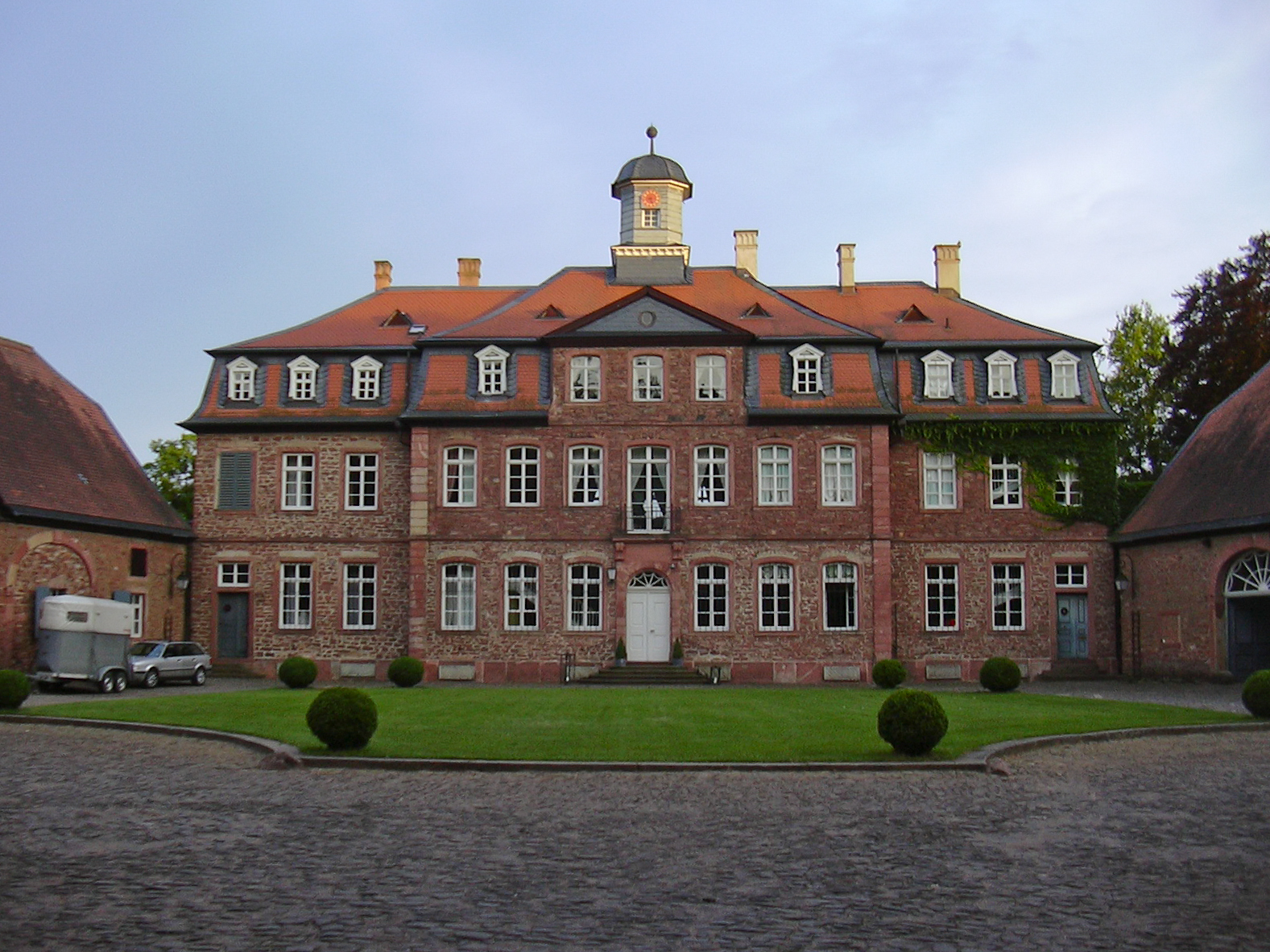
エンマーリヒスホーフェン城

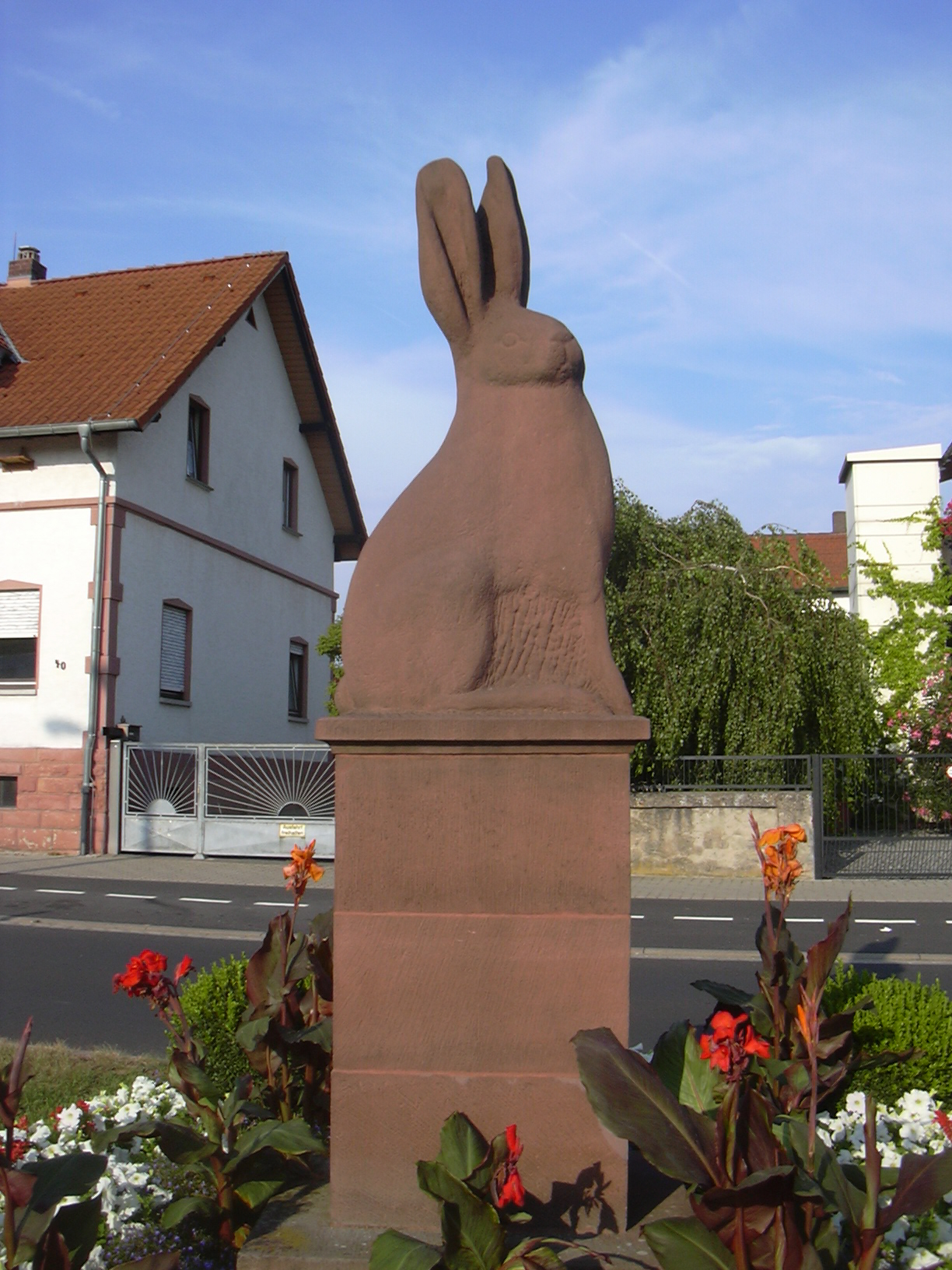
ザントハーゼン記念碑

- エンマーリヒスホーフェン城:シェルクリッペン方面へ向かう州道2305号線沿いに建つバロック様式の城館で、1768年にベンツェル＝シュテルナウ男爵によって建設された。
- カトリックの教区教会聖マルガレータ教会: 赤い切石で建設されたネオバロック様式の教会堂。この場所に建つ教会は1330年に初めて文献に記録された。
- 福音主義の十字架教会: バウハウス様式の教会堂
- 町役場: 連邦道 B8号線沿い、町の中心部に建つ。かつての税関で、1830年に古典主義様式で建設された。1834年以後マッチおよびタバコ工場となり、それ以後、オフィス、気象観測所、学校とその用途を替え、1939年から町行政の本部となった。
- 水道塔: 1931年建造。連邦道 B8号線沿いの町の中心部に位置する。
- 旧パン焼き小屋: かつての町の中心部にある公共のパン焼き小屋で、1937年まで約300年にわたってパンが焼かれてきた。
- 木組み建築（旧農場主の館）: 三十年戦争以前にすでに記録されており、後に住居や旅館となった。不適切な暗渠化工事で大きな損傷を受け、現在は再開発工事のために郊外に移築されている。
- ザントハーゼン記念碑: 連邦道 B8号線沿い。この地域における砂採取を象徴して、1952年にヘルマン・クレッケルによって建立された。ザントハーゼン（砂のウサギ）はカールの紋章にも描かれている。
- カール川の水車群: かつては、カール川下流、河口までの 3 km の間に 11基の水車が稼働していた。水車は1358年に初めて記録されている。これらの水車が挽いていたのは、穀物、マスタード、油などであった。ザントミューレは、1900年頃から稼働している。ニコラウス・ヴァールは、1904年、15本のシャフトを持つ縮絨用水車に世界で初めてフェルト製造器を取り付けた。21世紀の初めに遺された、数少ない、一部は住居に改築された建物が、カール川の水車産業の衰退を示している: オベーレ・ファラースミューレ、ウンテーレ・ファラースミューレ（ヴァルツェンミューレ）、シェーフェライミューレ、ローミューレ、ナスミューレ。水車は水を堰き止めるため、何度も洪水を引き起こした。特にナスミューレ周辺は16世紀後半に大きな被害を受けた。1573年6月2日、洪水によって収穫を失ったカールの農民たちがこの水車を襲撃し、破壊した。説明板のある遊歩道（シンボルはザントハーゼン）が歴史的な水車ルートをたどっている。

- 水道塔と町役場
- 旧パン焼き小屋
- 木組み建築

### 公園
フォーゲルパルク・カール（カール鳥類園）は1971年に設立された。3 ha の敷地内に国内外の鳥類のための大型禽舎や開放型飼育場があった。この鳥類園は、鳥インフルエンザ H5N1型のために2006年6月30日に行政指導を受け、閉鎖された。

### サークル活動
地元サークル・クラブによる休日の多彩なアクティビティが、様々な分野で活動する機会を老若男女に与えている。例えば、教会のグループ活動、音楽・合唱クラブ、スポーツクラブ、あるいはカール消防団やカール赤十字といった救護活動などである。

## 経済と社会資本

### 交通
カール・アム・マインには、マイン＝シュペッサルト鉄道（ヴュルツブルク – ハーナウ線）の駅がある。ここからは、カールグルント鉄道（シェルクリッペン方面）が分岐している。
カールは、アム・バイエリッシャー・ウンターマイン交通共同体のバス第32番路線および第50番路線で結ばれている。この他、ライン＝マイン交通連盟のハーナウ行きの第566番路線の終点がカールにある。
さらにカールは、連邦アウトバーン A45号線（ギーセン – アシャッフェンブルク）および A3号線（フランクフルト・アム・マイン – ヴュルツブルク – ニュルンベルク – ミュンヒェン）のアシャッフェンブルクとハーナウとの間の交通の便がよい場所にある。
最寄りの空港はフランクフルト空港である。
カールは、カールタール＝シュペッサルト自転車道の始点である。

### 公共機関 / 自然

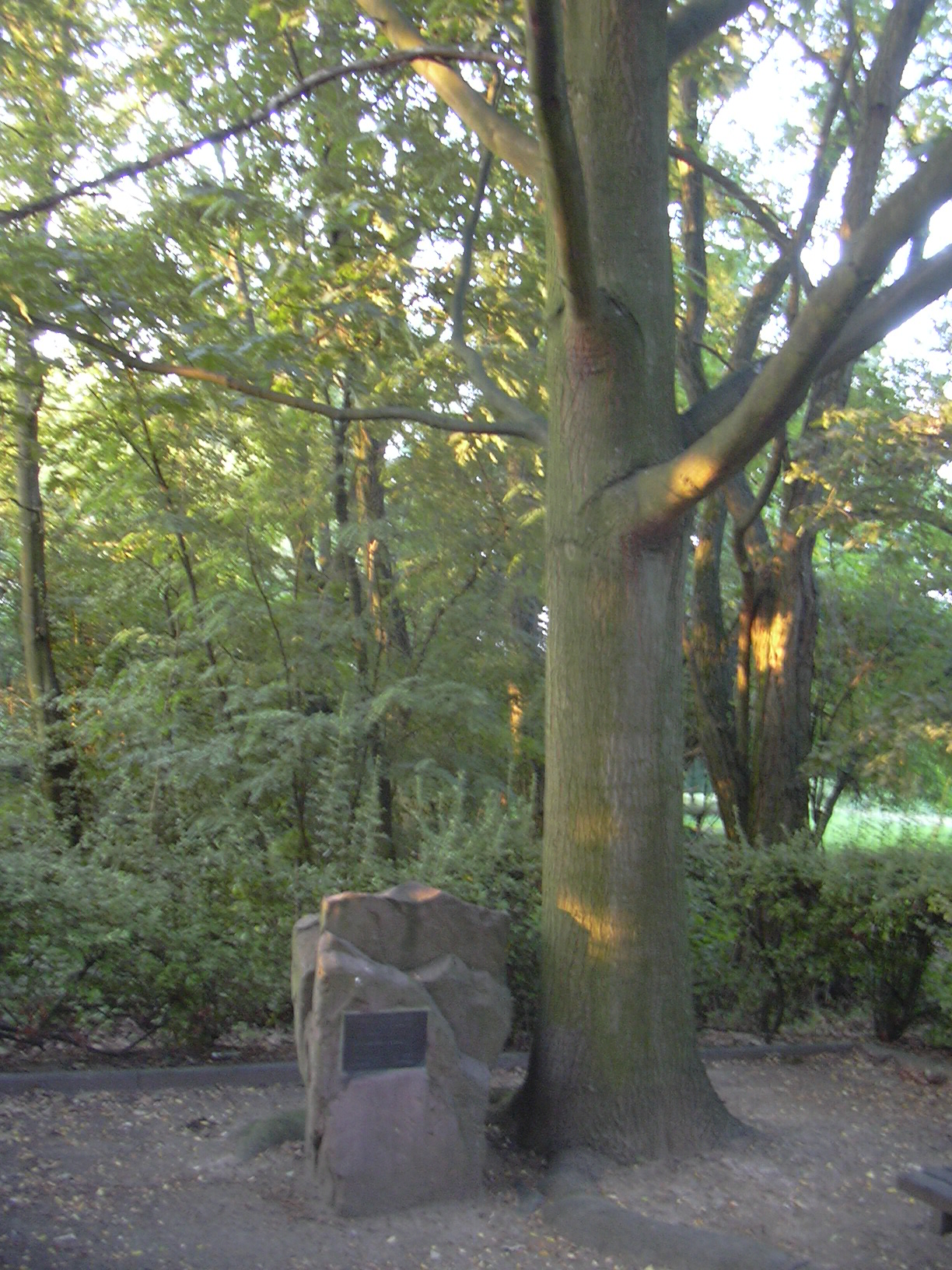
魔女のオーク

この町の風景は、総面積の約 75 % を占める森と水によって特徴付けられる。屋外水浴場ヴァルトゼー水浴場を有する浚渫湖カーラーゼーンプラッテ（旧エンマ＝ノルト露天掘り場）やバイエルン最大のキャンプ場を有するキャンピングゼー（フライゲリヒト＝オスト）があり、かつてエンマ＝ジュートの堀だったアンゲルタイヒェンやカーラー・ゼーを含むフォアシュッペッサルトゼーンでは、釣り、ボート、水泳、サーフィンができる。5本の遊歩道や1本のアスレチックコースが、カールに典型的な植生や砂地の植物の中を通っている。数多くの野生の薬草、ハナウド、ノラニンジンやゼニアオイが、小さなキャンプ場のあるマイン川の河畔に生えている。
カールの西、グロースクロッツェンブルク地区の州道 St3309号線沿いにあった自然文化財のヘクセンアイヒェ（直訳すると「魔女のオーク」）は、1970年8月7日に落雷によって損傷した。三十年戦争の時代にはすでにあったことが分かっているこのオークは1971年6月8日に切り倒された。後継となるオークと記念石が17世紀前半の魔女狩りを後世に伝えている。この町では 69人の女性と 21人の男性が魔女狩りの犠牲となった。
祝祭日には、カール・アム・マイン – シェルクリッペン線を保存鉄道が運行している。

### 原子力発電所と企業

#### 原子力発電所
カール原子力発電所は、その名前から想像されるのとは異なり、カール町内ではなく、隣のグロースヴェルツハイム、現在のカールシュタイン・アム・マイン町内にあった。
この研究用原子力発電所 (VAK) は、1958年の沸騰水型原子炉の稼働で開始した。16メガワット施設は25年間で121億キロワット時を発電した。この施設には3,400万マルクのコストがかかった。最盛期には120人の従業員が主に原子炉で勤務した。
施設の解体は1985年に始まった。1400トンの放射性廃棄物は、1998年以降ミッテルタイヒのバイエルン州の中間貯蔵施設で保管されている。燃料集合体は、リサイクルのためにフランスに運ばれた。2010年にすべての建物が解体された。古い柵だけが遺されており、馬の放牧地にされている。

#### 地元企業
カール町内には、約 350社の企業がある。機械製造業および電子産業のハインリヒ・コップ（280人）、リンデ・マテリアル・ハンドリング GmbH（550人）、ジングルス・テクノロジー（350人）がこの町に本社を置く三大企業である。全企業からの営業税収入は 330万ユーロから 910万ユーロである。企業の代表者達は、自治体を超えた企業サークルであるカールおよび周辺地域企業共同体を形成している。このサークルは1976年から2011年まで毎年メッセ広場で「ウンターマイン地方メッセ」とて「カールの春のマーケット」を開催している。

### 教育
カールには、基礎課程学校カルダーア＝フォルクスシューレがある。最寄りの本課程学校は隣接するグロースヴェルツハイムにあり、実科学校およびギムナジウムはアルツェナウにある。
この他カールには私立の福音主義パウル＝ゲルハルト＝シューレがある。

## 引用
1. ↑  https://www.statistikdaten.bayern.de/genesis/online?operation=result&code=12411-003r&leerzeilen=false&language=de Genesis-Online-Datenbank des Bayerischen Landesamtes für Statistik Tabelle 12411-003r Fortschreibung des Bevölkerungsstandes: Gemeinden, Stichtag (Einwohnerzahlen auf Grundlage des Zensus 2011)
2. ↑  Bayerische Landesbibliothek Online - Kahl a.Main（2015年10月3日 閲覧）
3. 1 2  Wolf-Armin Frhr. v. Reitzenstein: Lexikon fränkischer Ortsnamen. Herkunft und Bedeutung. C.H.Beck, München 2009, ISBN 978-3-406-59131-0, S. 114.
4. ↑  バイエルン州統計局: アシャッフェンブルク郡に属す市町村の2014年3月16日の議会選挙結果（2015年10月3日 閲覧）
5. ↑  Bayerns Gemeinden - Gemeinde Kahl a.Main（2015年10月3日 閲覧）
6. ↑  Gemeinde Kahl a.Main - Villefontaine in Südfrankreich（2015年10月3日 閲覧）
7. ↑  Gemeinde Kahl a.Main - Budakalász in Ungarn（2015年10月3日 閲覧）
8. ↑  Gemeinde Kahl a.Main - Leutasch in Österreich - Freundschaftsgemeinde（2015年10月3日 閲覧）